# Neoschoenobia caustodes
Neoschoenobia caustodes är en fjärilsart som beskrevs av Edward Meyrick 1934. Neoschoenobia caustodes ingår i släktet Neoschoenobia och familjen Crambidae. Inga underarter finns listade i Catalogue of Life.